# Rachicerus bellus
Rachicerus bellus är en tvåvingeart som först beskrevs av Osten Sacken 1886. Rachicerus bellus ingår i släktet Rachicerus och familjen vedflugor.
Artens utbredningsområde är Panama. Inga underarter finns listade i Catalogue of Life.